# Cantó de Château-Salins
El cantó de Château-Salins és un cantó francès del departament del Mosel·la, situat al districte de Château-Salins. Té 31 municipis i el cap és Château-Salins.

## Municipis
- Aboncourt-sur-Seille
- Achain
- Amelécourt
- Attilloncourt
- Bellange
- Bioncourt
- Burlioncourt
- Chambrey
- Château-Salins
- Château-Voué
- Conthil
- Dalhain
- Fresnes-en-Saulnois
- Gerbécourt
- Grémecey
- Haboudange
- Hampont
- Haraucourt-sur-Seille
- Lubécourt
- Manhoué
- Morville-lès-Vic
- Obreck
- Pettoncourt
- Pévange
- Puttigny
- Riche
- Salonnes
- Sotzeling
- Vannecourt
- Vaxy
- Wuisse

## Història
| Data d'elecció                           | Identitat      | Partit           | Qualitat |
| ---------------------------------------- | -------------- | ---------------- | -------- |
| 1945-1949                                | Jules Thiriet  | RI               |          |
| 1949-19..                                | M. Roupprich   | RPF              |          |
| 19..-1973                                | Jules Thiriet  | CNIP             |          |
| 1973-1998                                | Pierre Bourlon | UDR, després RPR |          |
| 1998-                                    | Claude Cornet  | Divers droite    |          |
| les dades anteriors no són pas conegudes |                |                  |          |
|                                          |                |                  |          |

## Demografia
| A partir de 1990: Població sense dobles comptes |